# Robert Potter
Robert Potter est un  poète et érudit anglais, né en 1721, mort le 9 août 1804. 

## Biographie
Il acquiert à l’université de Cambridge une connaissance approfondie des langues anciennes, puis remplit pendant plus de quarante ans les modestes fonctions de pasteur à Scarning et consacre ses loisirs à traduire en vers les grands tragiques grecs. 
Vers 1788, un de ses anciens condisciples, le chancelier Thurlow, voulant améliorer le sort du savant pasteur de village, lui fait donner une prébende à Norwich et le bénéfice de Lowestoft, où Potter termine sa vie. 

## Œuvres
On doit à Potter : un recueil de poésies, Poems (1774, in-8°), dans lequel il se montre souvent imitateur heureux de Pope ; un Examen des Vies des poètes de Johnson (1783, in-4°) et la traduction d’Eschyle (1777-1779, 2 vol. in-8°), d’Euripide (1781-1782, 2 vol. in-4°) et de Sophocle (1783, in-4°). La première de ces traductions est regardée comme un chef-d’œuvre du genre.

## Source
« Robert Potter », dans Pierre Larousse, Grand dictionnaire universel du XIXe siècle, Paris, Administration du grand dictionnaire universel, 15 vol., 1863-1890 [détail des éditions].